# Salme (mitologia)
Nella mitologia estone, Salme è la sorella di Linda (sposa di Kalev e madre di Kalevipoeg) e figlia di una vedova del paese di Lääne. È citata nel poema epico Kalevipoeg, scritto da Friedrich Reinhold Kreutzwald verso la metà del XIX secolo.

## Storia
Nacque da un pulcino che la madre aveva trovato al pascolo assieme ad un uovo ed un corvo. La mattina in cui il pulcino prese le sue sembianze, l'uovo si trasformò in sua sorella Linda, mentre il corvo diventò una piccola serva per aiutare in casa.
Quando Salme crebbe ebbe otto spasimanti ma li rifiutò tutti, compreso il figlio della luna ed il figlio del sole, fino all'arrivo del figlio delle stelle e primogenito della Stella Polare e persona che scelse di sposare.
Le nozze vennero celebrate dopo che lo spasimante fu accomodato e fu rifocillato il suo seguito, la sposa venne preparata dalla Signora dei Pascoli e dalle sue figlie, ma dopo il matrimonio di entrambi i personaggi non si seppe più nulla e non compaiono più nella saga estone.